# Aurore Martin
Aurore Martin (ur. w 1979 roku w Oloron-Sainte-Marie, Béarn) – baskijska polityk we Francji.

## Życiorys
Aurore Martin jest członkiem Batasuny, partii nielegalnej w Hiszpanii, ale legalnej jako stowarzyszenie kulturalne we Francji. Państwo hiszpańskie zwróciło się do państwa francuskiego o jej ekstradycję, na co sąd w Pau (Francja) wyraził zgodę.
W grudniu 2010 roku publicznie oświadczyła, że ukrywa się, ponieważ wierzy, że francuska policja jej szuka. Po ukrywaniu się przez sześć miesięcy, w dniu 18 maja 2011 r. podczas publicznej imprezy w celu poparcia jej stanowiska (w skład którego weszli zarówno krajowi, jak i międzynarodowi przywódcy polityczni), oświadczyła, że powróci do życia politycznego, chociaż wie, że policja francuska z pewnością ją aresztuje i deportuje do Hiszpanii. Tam mogłaby dostać 12 lat więzienia za przemówienie podczas wiecu policyjnego w 2003 roku.
21 czerwca 2011 r. francuska policja próbowała aresztować Aurore Martin w Bayonne. Kiedy próbowali wyciągnąć ją z mieszkania siostry, ludzie otoczyli Aurore i uniemożliwili jej aresztowanie.
W listopadzie 2012 władze francuskie deportowały Martin na podstawie europejskiego nakazu aresztowania do Hiszpanii, w tym samym miesiącu została zwolniona za kaucją.  Aurore Martin została poddana ekstradycji z powodu współpracy politycznej z Batasuną, która nie jest zakazana przez państwo francuskie.